# Éder Bonfim
Éder José de Oliveira Bonfim (ur. 3 kwietnia 1981 w Cuiabie) – brazylijski piłkarz grający na pozycji prawego obrońcy. Posiada również obywatelstwo portugalskie. Uczestniczył w 22 meczach klubowych rozgrywek międzynarodowych, strzelając jednego gola.